# Mallerenga del miombo
La mallerenga del miombo (Melaniparus griseiventris) és una espècie d'ocell passeriforme que pertany a la família Pàrids pròpia d'Àfrica.

## Distribució i hàbitat
Es troba al sud d'Àfrica central i al nord de l'Àfrica austral.
L'hàbitat principal són els boscos de miombo, entre altres boscos secs, distribuïts per Angola, la República Democràtica del Congo, Malawi, Moçambic, Tanzània, Zàmbia i Zimbàbue.

## Taxonomia
Descrita per l'ornitòleg alemany Anton Reichenow el 1882, inicialment vas ser inclosa en el gènere Parus, però es va traslladar a Melaniparus després que una anàlisi filogenètica molecular publicada el 2013 demostrés que els membres del nou gènere formaven un clade diferent.